# Список эпизодов телесериала «Страшные сказки»
Список серий американского и британского драматического телесериала в жанре хоррор-триллера «Страшные сказки», созданного Джоном Логаном, который является сценаристом, а также исполнительным продюсером сериала наравне с Сэмом Мендесом и Пиппой Харрис.
Телесериал получил название в честь одноимённо обобщённых дешёвых британских изданий XIX века, ориентированных на зловещую и сенсационную фантастику. В основе сюжета сериала фигурируют персонажи британской и ирландской фантастики XIX века, ставшей общественным достоянием всего мира, включая Дориана Грея из романа Оскара Уайльда «Портрет Дориана Грея», Мины Харкер и Абрахама Ван Хельсинга из произведения Брэма Стокера «Дракула» и Виктора Франкенштейна из фантастического романа «Франкенштейн, или Современный Прометей» Мэри Шелли.

## Обзор сезонов
| Сезон | Сезон | Эпизоды | Оригинальная дата показа | Оригинальная дата показа |
| Сезон | Сезон | Эпизоды | Премьера сезона          | Финал сезона             |
| ----- | ----- | ------- | ------------------------ | ------------------------ |
|       | 1     | 8       | 11 мая 2014              | 29 июня 2014             |
|       | 2     | 10      | 3 мая 2015               | 5 июля 2015              |
|       | 3     | 9       | 1 мая 2016               | 19 июня 2016             |

## Список серий

### Сезон 1 (2014)
| № общий | № в сезоне | Название                                              | Режиссёр            | Автор сценария | Дата премьеры | Зрители в США (млн) |
| --- | ---------- | ----------------------------------------------------- | ------------------- | -------------- | ------------- | ------------------- |
| 1 | 1          | «Компания на ночь» «Night Work»                       | Хуан Антонио Байона | Джон Логан     | 11 мая 2014   | 0,872               |
| Лондон, 1891 год. Исследователь сэр Малкольм Мюррей и загадочная Ванесса Айвз нанимают американского стрелка Итана Чандлера и доктора Виктора Франкенштейна, чтобы те помогли им вернуть Мину, дочь сэра Малкольма, которую похитил вампир.               |            |                                                       |                     |                |               |                     |
| 2 | 2          | «Сеанс» «Séance»                                      | Хуан Антонио Байона | Джон Логан     | 18 мая 2014   | 0,722               |
| Ванесса и сэр Малкольм встречаются с богатым аристократом Дорианом Греем. Тем временем Итан помогает ирландской проститутке Броне Крофт. |            |                                                       |                     |                |               |                     |
| 3 | 3          | «Воскрешение» «Resurrection»                          | Дервла Уолш         | Джон Логан     | 25 мая 2014   | 0,737               |
| Доктор Виктор Франкенштейн лицом к лицу сталкивается со своим Созданием. Ванессе начинает являться Мина, которая просит её о помощи. |            |                                                       |                     |                |               |                     |
| 4 | 4          | «Демимонд» «Demimonde»                                | Дервла Уолш         | Джон Логан     | 1 июня 2014   | 0,730               |
| Ванесса всё больше увлекается Дорианом Греем. Тем временем сэр нанимает Ван Хельсинга для работы с доктором Франкенштейном — они должны найти лекарство от вампиризма, которым заразилась Мина. Фэнтон привозит своего хозяина в дом сэра Малкольма.      |            |                                                       |                     |                |               |                     |
| 5 | 5          | «Ближе, чем сёстры» «Closer Than Sisters»             | Коки Гедройц        | Джон Логан     | 8 июня 2014   | 0,797               |
| Ванесса с сожалением вспоминает своё прошлое и совершённые ошибки, которые в какой-то мере стали причиной похищения Мины вампирами. |            |                                                       |                     |                |               |                     |
| 6 | 6          | «Что смерть соединяет» «What Death Can Join Together» | Коки Гедройц        | Джон Логан     | 15 июня 2014  | 0,681               |
| Ведение Ванессы о Мине приводит сэра Малкольма, Итана и Сембена на чумной корабль. Тем временем Ван Хельсинг рассказывает доктору Франкенштейну о вампире, которое похитило Мину. Ванесса проводит ночь с Дорианом, которая открывает в ней нечто тёмное. |            |                                                       |                     |                |               |                     |
| 7 | 7          | «Одержимость» «Possession»                            | Джеймс Хоуз         | Джон Логан     | 22 июня 2014  | 0,799               |
| Сэр Малкольм, Итан, доктор Франкенштейн и Сембен делают всё возможное, чтобы спасти Ванессу от тьмы внутри неё. |            |                                                       |                     |                |               |                     |
| 8 | 8          | «Театр ужасов» «Grand Guignol»                        | Джеймс Хоуз         | Джон Логан     | 29 июня 2014  | 0,856               |
| Сэр Малкольм и Ванесса сталкиваются со своими худшими кошмарами. Им предстоит сделать тяжёлый выбор, чтобы спасти себя и уничтожить зло. |            |                                                       |                     |                |               |                     |

### Сезон 2 (2015)
| № общий | № в сезоне | Название                                                   | Режиссёр      | Автор сценария | Дата премьеры | Зрители в США (млн) |
| --- | ---------- | ---------------------------------------------------------- | ------------- | -------------- | ------------- | ------------------- |
| 9 | 1          | «Новый круг Ада» «Fresh Hell»                              | Джеймс Хоуз   | Джон Логан     | 3 мая 2015    | 0,575               |
| На Ванессу нападают ведьмы, которыми управляет Эвелин Пул. Тем временем Итан принимает решение покинуть Лондон из-за кровавой резни, совершенной накануне. Доктор Франкенштейн предпринимает попытку оживить Брону. Малкольм возвращается в Лондон и узнаёт, что за Ванессой охотится новое зло.                                          |            |                                                            |               |                |               |                     |
| 10 | 2          | «Вербис Дьябло» «Verbis Diablo»                            | Джеймс Хоуз   | Джон Логан     | 10 мая 2015   | 0,536               |
| С помощью сэра Малкольма Ванесса отбивается от ведьм. Раск ищет выжившего в резне, а Создание, тем временем, находит работу. Франкенштейн дает ожившей Броне новую личность; Дориан встречает таинственную женщину. |            |                                                            |               |                |               |                     |
| 11 | 3          | «Ночные духи» «The Nightcomers»                            | Брайан Кирк   | Джон Логан     | 17 мая 2015   | 0,639               |
| Ванесса вспоминает встречу с женщиной, которая научила её использовать свои силы; она предупреждает свою ученицу о грядущей опасности и о зле, преследующем девушку. |            |                                                            |               |                |               |                     |
| 12 | 4          | «Поднебесные духи злобы» «Evil Spirits in Heavenly Places» | Деймон Томас  | Джон Логан     | 24 мая 2015   | 0,640               |
| Лайл рассказывает какими опасностями грозит то, что тьма медленно поглощает Ванессу. Раску удаётся допросить выжившего в резне человека. Геката сближается с Итаном, а сэр Малкольм готовит план атаки на врагов, скрывающихся в ночи. |            |                                                            |               |                |               |                     |
| 13 | 5          | «Лишь купол синий» «Above the Vaulted Sky»                 | Деймон Томас  | Джон Логан     | 31 мая 2015   | 0,712               |
| Геката возвращается к матери не с пустыми руками и Эвелин Пул начинает работать над новой куклой. Детектив Раск допрашивает Итана, а на дом сэра Малкольма совершается нападение. |            |                                                            |               |                |               |                     |
| 14 | 6          | «Славные ужасы» «Glorious Horrors»                         | Джеймс Хоуз   | Джон Логан     | 7 июня 2015   | 0,566               |
| Итан и Ванесса сообщают сэру Малкольму ужасные новости. Лавиния сталкивается с Созданием, а тайна Итана оказывается под угрозой. Тем временем Дориан устраивает бал в честь Анжелики, на котором появляются сэр Малкольм в сопровождении друзей.                                                                                          |            |                                                            |               |                |               |                     |
| 15 | 7          | «Скорпион» «Little Scorpion»                               | Брайан Кирк   | Джон Логан     | 14 июня 2015  | 0,572               |
| Ванесса принимает решение на время покинуть Лондон в сопровождении Итана и поселиться на болотах в доме своей бывшей наставницы. Проводя всё время только вдвоём, они начинают сближаться; их покой нарушает человек из прошлого Ванессы. Тем временем в Лондоне Лайл и доктор Франкенштейн совершают прорыв в расшифровке языка дьявола. |            |                                                            |               |                |               |                     |
| 16 | 8          | «Помни о смерти» «Memento Mori»                            | Кари Скогланд | Джон Логан     | 21 июня 2015  | 0,523               |
| Сэр Малкольм приходит к Эвелин Пул, чтобы остановить её раз и навсегда. Тем временем Создание не сдерживает свой гнев и обрушивает его на обидчиков. |            |                                                            |               |                |               |                     |
| 17 | 9          | «И Ад против меня восстал» «And Hell Itself My Only Foe»   | Брайан Кирк   | Джон Логан     | 28 июня 2015  | 0,604               |
| Ванесса решается совершить опасный поступок — в одиночку отправиться к Эвелин, чтобы попытаться вызволить сэра Малкольма. |            |                                                            |               |                |               |                     |
| 18 | 10         | «И были они врагами» «And They Were Enemies»               | Брайан Кирк   | Джон Логан     | 5 июля 2015   | 0,746               |
| Ванесса использует все свои силы до капли, чтобы победить дьявола и его приспешницу — чёрную ведьму. |            |                                                            |               |                |               |                     |

### Сезон 3 (2016)
| № общий | № в сезоне | Название                                                   | Режиссёр     | Автор сценария | Дата премьеры | Зрители в США (млн) |
| --- | ---------- | ---------------------------------------------------------- | ------------ | -------------- | ------------- | ------------------- |
| 19 | 1          | «День, когда умер Теннисон» «The Day Tennyson Died»        | Деймон Томас | Джон Логан     | 1 мая 2016    | 0,540               |
| Ванесса раздавлена недавними событиями и отъездом Итана; она обращается к доктору Сивард, которая специализируется на психических расстройствах. Раск везёт Итана по пустыне Дикого Запада к его отцу, а сэр Малкольм знакомится с таинственным индейцем в Занзибаре. Тем временем в Лондоне доктор Франкенштейн ищет своего друга доктора Джекилла. |            |                                                            |              |                |               |                     |
| 20 | 2          | «Хищники, далёкие и близкие» «Predators Far and Near»      | Деймон Томас | Джон Логан     | 8 мая 2016    | 0,554               |
| В Америке Итан Чендлер получает помощь из неожиданного источника — Гекаты. Тем временем в Лондоне силы зла денно и нощно следят за Ванессой. |            |                                                            |              |                |               |                     |
| 21 | 3          | «Переплетаются добро и зло» «Good and Evil Braided Be»     | Деймон Томас | Джон Логан     | 15 мая 2016   | 0,599               |
| Ванесса неожиданно сталкивается со старым знакомым, который помогает ей отыскать ключ к прошлому. |            |                                                            |              |                |               |                     |
| 22 | 4          | «Былинка» «A Blade of Grass»                               | Тоа Фрейзер  | Джон Логан     | 22 мая 2016   | 0,482               |
| Ванесса убеждает доктора Сивард применить гипноз, чтобы заглянуть в прошлое, которое скрывает её память. |            |                                                            |              |                |               |                     |
| 23 | 5          | «И целый мир мы превращаем в Ад» «This World Is Our Hell»  | Пако Кабесас | Джон Логан     | 29 мая 2016   | 0,656               |
| Итан и Геката сталкиваются со смертельной опасностью и находятся на волосок от гибели. Работая вместе им удаётся победить врагов и выбраться из пустыни. |            |                                                            |              |                |               |                     |
| 24 | 6          | «Зверь, самый лютый, жалости не чужд» «No Beast So Fierce» | Пако Кабесас | Джон Логан     | 5 июня 2016   | 0,722               |
| Ванесса ищет помощь у старого друга, который представляет её новому союзнику. |            |                                                            |              |                |               |                     |
| 25 | 7          | «Отлив» «Ebb Tide»                                         | Пако Кабесас | Джон Логан     | 12 июня 2016  | 0,651               |
| Новый друг сэра Малкольма Мюррея, индеец Каэтиней, предвидит скорую смерть. Тем временем Ванесса сталкивается со страшной тайной. |            |                                                            |              |                |               |                     |
| 26 | 8          | «Вечная ночь» «Perpetual Night»                            | Деймон Томас | Джон Логан     | 19 июня 2016  | 0,448               |
| Доктор Сивард открывает неожиданный секрет, а Итан ищет доктора Франкенштейна. |            |                                                            |              |                |               |                     |
| 27 | 9          | «Благословенная тьма» «The Blessed Dark»                   | Пако Кабесас | Джон Логан     | 19 июня 2016  | 0,551               |
| Итан узнаёт шокирующую тайну Каэтинея. Тем временем доктор Сивард применяет гипноз на Ренфилде, своём секретаре. Создание принимает важное решение, а сэр Малкольм вместе с Итаном, Каэтинеем, доктором Сивард и Катриной ищут способ спасти Ванессу.                                                                                                |            |                                                            |              |                |               |                     |